# Grim Fandango
Grim Fandango ist ein Computerspiel von LucasArts aus dem Jahr 1998. Das Adventure spielt thematisch in einer mexikanisch angehauchten Welt der Toten.
Die ursprüngliche Fassung erschien für Computer mit dem Betriebssystem Microsoft Windows. 2015 veröffentlichte das Studio Double Fine Productions mit Grim Fandango Remastered eine modernisierte Fassung für zahlreiche Plattformen.

## Handlung
Der Spieler übernimmt die Rolle von Manuel „Manny“ Calavera, eines Verstorbenen, der im Reich der Toten in der Stadt El Marrow für das Department Of Death (DOD) als Reiseberater arbeitet. Da er als Lebender nicht genug gute Taten vollbracht hat, um sofort in das „Reich der ewigen Ruhe“ weiterreisen zu dürfen, ist er zu dieser Arbeit gezwungen, um die Reise finanzieren zu können. Das DOD hat die Aufgabe, anderen Seelen diese Reise zu organisieren. Je nach Lebenswandel kann sie zu Fuß, im Auto, im Schiff oder im Zug Nummer Neun angetreten werden. Die Fahrt im Nummer Neun ist besonders begehrt, weil der Zug nur vier Minuten für die Reise braucht, die sonst vier Jahre dauert. Kundschaft akquirieren die Reiseberater des DOD auf Fahrten ins Reich der Lebenden. Dort öffnen sie mit der Sense die kokonartigen Hüllen, in denen sich die Seelen frisch Verstorbener befinden und begleiten diese in das Reich der Toten. Da Mannys eigentlicher Chauffeur kurzfristig nicht verfügbar ist, übernimmt Glottis dessen Job – ein massiger Dämon, der über erstaunliche Fähigkeiten als Mechaniker verfügt.
Kurz nachdem sein neuer Kollege Domino Hurley seinen Dienst beim DOD angetreten hat, fällt Manny auf, dass unter seinen Kunden keine Kandidaten für die Nummer Neun mehr sind. Nicht einmal Mercedes „Meche“ Colomar, die einen vorbildlichen Lebenslauf vorweisen kann, hat laut Computer Anspruch auf einen Fahrschein. Mannys Versuch, diesen Fall zu klären, kostet ihn seinen Job und bringt ihn mit Guerilleros rund um den Revolutionär Salvador Limones in Kontakt, die sich das Ziel gesetzt haben, die Korruption im DOD zu bekämpfen.
Manny und Glottis schließen sich dieser Untergrundbewegung an – hauptsächlich auch, um Meche wieder zu finden, welche sich aus Scham zu Fuß auf den Weg gemacht hat. Begleitet und unterstützt durch Glottis begibt sich Manny auf eine beschwerliche, mehrjährige Reise, die sie von der Toten-Metropole El Marrow (dt.: „Knochenmark“) über die Hafenstadt Rubacava (Casablanca nachempfunden) und das Meer der Tränen bis zu einem Grenzbahnhof führt, an dem sich das Tor zum Reich der ewigen Ruhe befindet. Unterwegs stößt er immer wieder auf Spuren von Meche, welche offensichtlich von Domino entführt wurde.
Im Verlauf des Abenteuers erkennt Manny, dass sowohl Domino als auch sein Chef mit dem Gangster Hector LeMans zusammenarbeiten. Sie unterschlagen Tickets für die Nummer Neun, um sie an wohlhabende Totenreichbewohner zu verkaufen, welche die komfortable Reise eigentlich nicht verdient haben. Tatsächlich betrügen Hector und Domino auch die reichen Ticketkäufer und verkaufen ihnen nur gefälschte Tickets für die Nummer Neun. Manny findet Meche schließlich in einer von Domino betriebenen Korallenfarm am Rand des Ozeans, in der Domino sie und andere Betrogene als Zwangsarbeiter eingesperrt hat. Manny und Glottis befreien Meche und die Gefangenen, während Domino in einem Zweikampf mit Manny umkommt.
Manny schafft es, Meche und die befreiten Gefangenen zum Tor zu bringen. Dort wird ihnen jedoch der Durchgang verweigert, weil sie ihre Tickets für die Nummer Neun nicht mehr haben und der Torwächter glaubt, sie hätten ihre Tickets verkauft, statt dass sie ihnen gestohlen wurden. Manny, Glottis und Meche reisen zurück nach El Marrow, um Meches Fahrkarte von Hector LeMans zurückzuholen, damit diese ins Reich der ewigen Ruhe gelangen kann. In der Stadt, die inzwischen unter LeMans Kontrolle steht und sich stark verändert hat, schaffen es Manny, Meche und Glottis mit Hilfe von Salvador Limones, Hector LeMans trotz eines Verräters in den eigenen Reihen in die Enge zu treiben und die Tickets aufzuspüren. Es stellt sich heraus, dass LeMans die gestohlenen Tickets selbst gehortet hat, weil der zeitlebens niederträchtige Gauner die Masse an Fahrscheinen braucht, um selbst ins Reich der ewigen Ruhe zu gelangen. An LeMans’ Mausoleum kommt es schließlich zum Schlusskampf mit Manny, wobei Calavera den Gangster ausschalten kann.
Meche erhält ihr Ticket und auch Manny bekommt eines als „betriebliche Entschädigung“. Während Glottis zurückbleibt (als Dämon ist er für ein Leben im Reich der Toten vorgesehen), besteigen Manny und Meche die Nummer Neun und fahren gemeinsam davon.

## Spielprinzip und Technik
Bei diesem Spiel verwendete LucasArts erstmals seit 1986 nicht mehr das SCUMM-System für die Programmierung, sondern die Neuentwicklung GrimE mit der Scriptsprache Lua. Durch diesen Wechsel ergab sich eine radikale Neuerung der bisher von den Spielen bekannten Steuerung und des Grafikstils. Während die Aktionen der Spielfigur bisher durchgehend mit der Maus in einem 2D-Umfeld gesteuert wurden, wird bei Grim Fandango ausschließlich die Tastatur zur Steuerung in einer 3D-Spielwelt verwendet – aus Polygonen zusammengesetzte, dreidimensionale Figuren agieren vor vorgerenderten, ebenfalls dreidimensionalen Kulissen. Das Spiel nutzt eine modifizierte Version der Sith Engine, die ursprünglich für Star Wars Jedi Knight: Dark Forces II entwickelt wurde.
Die Einführung von GrimE und Lua zur Spielsteuerung wurde zum damaligen Zeitpunkt als ein Grund für den kommerziellen Misserfolg von Grim Fandango angeführt. In gleicher Weise argumentierte man auch 2000 über den vierten Teil der Monkey-Island-Reihe – Flucht von Monkey Island – welcher ebenfalls mit GrimE und Lua programmiert wurde und sich auch zum Flop entwickelte.
Wenn das Spiel auf einem schnellen Rechner läuft, sind je eine Aufgabe im zweiten und dritten Jahr (Befreiung aus dem Fahrstuhl und Abspringen vom Fließband) nicht mehr lösbar. Auf Computern der neuesten Generation neigt das Spiel an bestimmten Stationen zum Abstürzen. Das Installieren eines neuen Patches (der auf der Website des Herstellers angeboten wird) behebt dieses Problem meistens. Gleichzeitig wird damit das Problem von fehlenden Untertiteln in den Zwischensequenzen behoben. Für Kompatibilität mit 64-Bit-Windows-Versionen existiert ein alternativer Programmlauncher eines Drittanbieters.

## Produktionsnotizen
Die Idee zu Grim Fandango stammt von Tim Schafer, der für LucasArts insgesamt fünf Spiele entwickelte. Den Titel kann man mit „grimmiger/erbarmungsloser Fandango“ übersetzen; er verweist auf den klassischen Totentanz und stammt aus einem der Fandangos, die die Eigentümerin der Blue-Casket-Bar im zweiten Jahr rezitiert. Im Original lautet er:

“With bony hands I hold my partner,

On soulless feet we cross the floor.

The music stops as if to answer

An empty knocking at the door.

It seems his skin was sweet as mango

When last I held him to my breast,

But now we dance this grim fandango

And will four years before we rest.”

Das Spiel sollte ursprünglich Deeds of the Dead (Taten der Toten) heißen, jedoch wollte das Management von LucasArts keine Anspielung auf den Tod im Titel. Den Soundtrack komponierte Peter McConnell. Das Spiel wurde mit einem Budget von drei Millionen US-Dollar entwickelt. Die Entwicklung zog sich über knapp drei Jahre hin. Das Spiel verbindet die Mythen des aztekischen Totenkultes mit einer Atmosphäre der Filme der 1930er Jahre, dem düsteren Plot des Film noir, dem Zeichenstil von Hugh Ferriss und einem lateinamerikanisch gefärbten Soundtrack. Die meisten handelnden Personen gleichen den Calaveras, die in Mexiko am Día de los Muertos verkauft werden; d. h., sie sind wie diese keine Skelette (auch wenn sie so dargestellt werden), sondern Personifizierungen der Seelen Verstorbener. Da sie ja bereits tot sind, kann man sie auch nicht umbringen. Jedoch ist es mit einer speziellen Waffe möglich, sie zu „ersprießen“ – nämlich in seelenlose Pflanzen zu verwandeln. Die restlichen Personen sind Dämonen (wie Glottis). Da sie unsterblich sind, kommt eine Reise in das Reich der ewigen Ruhe für sie nicht in Frage.
Grim Fandango erschien 1998 für Personal Computer mit dem Betriebssystem Windows und war bis zur Veröffentlichung eines Remakes 2015 ausschließlich auf CD-ROM erhältlich. Es wurde für den deutschsprachigen Markt synchronisiert und mit einer vollständigen deutschen Sprachausgabe versehen. Die Figur des Manny Calavera wurde von Thomas Piper synchronisiert. Zum Erscheinungstermin war es das letzte eigenständige Adventure von LucasArts. Obwohl das Spiel wegen seines ungewöhnlichen Themas und schwarzen Humors sowohl von der Fachpresse als auch von den Fans sehr gut aufgenommen wurde, war es für den Hersteller nicht der große kommerzielle Erfolg wie die zuvor erschienenen Games des Spielekonzerns. Dies wird einerseits auf Marketingfehler von LucasArts zurückgeführt, da die Firma es nicht schaffte, den Käufern das neue Bedien- und Grafikkonzept nahezubringen. Die Steuerung über die Tastatur muss nämlich sehr präzise erfolgen, damit Manny Gegenstände ergreifen oder einen bestimmten Weg einschlagen kann (z. B. gibt es bei den meisten Türen im Spiel nur einen einzigen Standpunkt, von dem aus Manny die Klinke erreicht); dies schreckte potentielle Käufer ab. Andererseits hatte das Adventuregenre generell in der zweiten Hälfte der 1990er-Jahre seinen Zenit überschritten und wurde zunehmend von den mit dem technischen Fortschritt immer realistischer werdenden Ego-Shootern, Action-Adventures und Echtzeitstrategiespielen verdrängt. Grim Fandango wird deshalb häufig als der Spieletitel genannt, der bei LucasArts zu einer Abkehr vom angestammten Adventuregenre hin zur ausschließlichen Vermarktung von Star-Wars-Titeln geführt habe. Erst als Mitte der 2000er-Jahre das Adventure-Genre eine Renaissance erlebte, wagte man sich im Rahmen der LucasArts-Classics an eine Wiederauflage von Grim Fandango. 2008 kam eine auf Windows-XP-Computern nutzbare Version auf den Markt.
Im Rahmen der Electronic Entertainment Expo 2014 kündigte das Entwicklerstudio Double Fine Productions an, unter der Leitung von Firmengründer Tim Schafer eine überarbeitete Neuauflage für PlayStation 4 und PlayStation Vita zu erstellen. Später wurde auch eine Portierung für Windows-PCs, Mac OS und Linux angekündigt. Die Grim Fandango Remastered betitelte Version erschien im Januar 2015 und beinhaltet auf Windows-, Mac- und Linux-PCs eine alternative Maussteuerung.

### ResidualVM
2003 starteten einige Entwickler aus dem Umfeld des Spiel-Engine-Emulators ScummVM das Nebenprojekt ResidualVM. Ziel war es, ebenso wie ScummVM ältere Adventures auf zahlreichen Plattformen (wieder) ausführbar zu machen, allerdings konzentrierte man sich auf Spiele mit 3D-Grafik. Der Fokus der Entwicklung lag anfangs nahezu ausschließlich auf Grim Fandango, sodass aktuelle Versionen das Spiel bereits vollständig unterstützen. Stellenweise korrigiert ResidualVM auch Programmierfehler der ursprünglichen Fassungen, welche die offiziellen Patches ihrer Zeit nicht behoben.

## Rezeption
Aus 15 aggregierten Wertungen erzielt Grim Fandango auf Metacritic einen Score von 94.
Die deutschsprachige PC Games entdeckte neben Anspielungen auf Casablanca auch solche auf die Filme Tote schlafen fest und Night on Earth. Das Magazin lobte den Humor, die Rätsel, den Jazz- und Big-Band-Soundtrack und die deutsche Synchronisation des Spiels. Kritisiert wurden kleinere technische Ungereimtheiten wie Wegfindungsstörungen bei der Navigation durch die Spielwelt. In Summe habe Grim Fandango die Monkey-Island-Spiele vom Thron der Adventurespiele verjagt und die Spitzenposition eingenommen. Das Fachmagazin Adventure-Treff lobte Story und Grafik des Spiels sowie den „besten Soundtrack aller Zeiten“; kritisiert wurde die Steuerung, deren Inventarverwaltung „mühsam und eigentlich überflüssig“ sei und die zu unglücklichen Hängern bei der Navigation durch die Spielwelt führe. In Summe sei Grim Fandango aber „beste Adventure seit langem“.
Das englischsprachige Online-Fachmagazin Adventure Gamers setzte Grim Fandango in seiner 2011 erschienenen Liste Top 100 All-Time Adventure Games auf Platz 1. PC Player verlieh die Auszeichnung bestes Adventures des Jahres 1999.

## Sonstiges
- Wenn der Spieler längere Zeit keine Befehle mehr eingibt, zündet sich Manny eine Zigarette an und überbrückt so die Wartezeit. Im Handbuch zum Spiel wird der regelmäßige Tabak- und Alkoholkonsum der Figuren mit den Worten kommentiert: „Alle Figuren in diesem Spiel rauchen. Alle Figuren in diesem Spiel trinken Alkohol. Alle Figuren in diesem Spiel sind tot. Denk darüber nach.“
- Die Handlung wurde von berühmten Filmen inspiriert – Tim Schafer nannte in einem Interview Casablanca (Design und Handlung im zweiten Jahr), The Big Sleep und Double Indemnity als die Werke, die ihn am meisten beeinflusst hätten.[16] Aber es sind auch Anspielungen auf andere Filme zu entdecken; so gibt es z. B. im letzten Jahr eine Sequenz, die dem Finale des britischen Films Der dritte Mann nachempfunden ist. Des Weiteren erinnert der Finalkampf zwischen Domino und Manny am Ende des dritten Jahres an eine Sequenz des Fights zwischen Harrison Ford und Pat Roach in Jäger des verlorenen Schatzes (der von George Lucas produziert wurde).
- Ein Blog-Eintrag auf GameSpot vom Juli 2006[17] verbreitete das Gerücht, dass Tim Burton Regie für einen Grim-Fandango-Film führen würde, doch wie sich später herausstellte, war dies eine Ente.[18] Nachdem das Gerücht jedoch in verschiedenen Blogs und anderen Websites seine Runde machte, wurde es letztendlich sogar in der September-Ausgabe von Edge im Jahr 2006 gedruckt.
- Im Spiel The Night of the Rabbit muss Jerry Haselnuss einen Brief überbringen, dessen Absender „M. Calavera – Reiseberater“ lautet.